# Reaktogenität
In klinischen Studien versteht man unter Reaktogenität (Eindeutschung des englischen Wortes reactogenicity) die grundsätzliche Fähigkeit, Reaktionen hervorzurufen. Im engeren Sinne versteht man unter der Reaktogenität eines Impfstoffs (auch Impfstoff-Reaktogenität) das Ausmaß und die klinische Bedeutsamkeit der – nach Gabe eines bestimmten Impfstoffs – zu erwartenden Impfreaktion. Ein reaktogener Impfstoff kann bei geimpften Personen lokale und systemische Impfreaktionen hervorrufen. Dazu zählen sowohl Lokalreaktionen wie Schmerzen, Schwellung, Induration und Rötung an der Einstichstelle als auch Allgemeinreaktionen wie anaphylaktischer Schock, Synkope, temporäre Thrombozytopenie, Fazialisparese sowie grippeartige Beschwerden.
Auch die abgeschwächte Form der Krankheit selbst, die sogenannte Impfkrankheit, wie z. B. Impfmasern und Impfpoliomyelitis, die bei Verabreichung von Lebendimpfstoffen auftreten kann, fällt unter diesen Begriff.

## COVID-19-Impfstoff
Das Paul-Ehrlich-Institut wies in seiner Mitteilung vom 18. Februar 2021 auf die erhöhte systemische Reaktogenität des AstraZeneca COVID-19-Impfstoffs hin. Eine Analyse der Sicherheitsdaten der klinischen Prüfungen vor der Zulassung weise auf eine „höhere systemische Reaktogenität“ des COVID-19-Impfstoffs von Astrazeneca im Vergleich zu Meningokokken-Konjugatimpfstoff (MenACWY) hin. Aus klinischen Studien sei bekannt, dass die Reaktogenität dieses Impfstoffes bei älteren Personen geringer als bei jüngeren Personen und bei der Zweitimpfung geringer als bei der Erstimpfung sei.
Bei mRNA-basierten Impfstoffen hingegen ist die Reaktogenität bei der zweiten Impfung wesentlich höher als bei der ersten.